# Adele

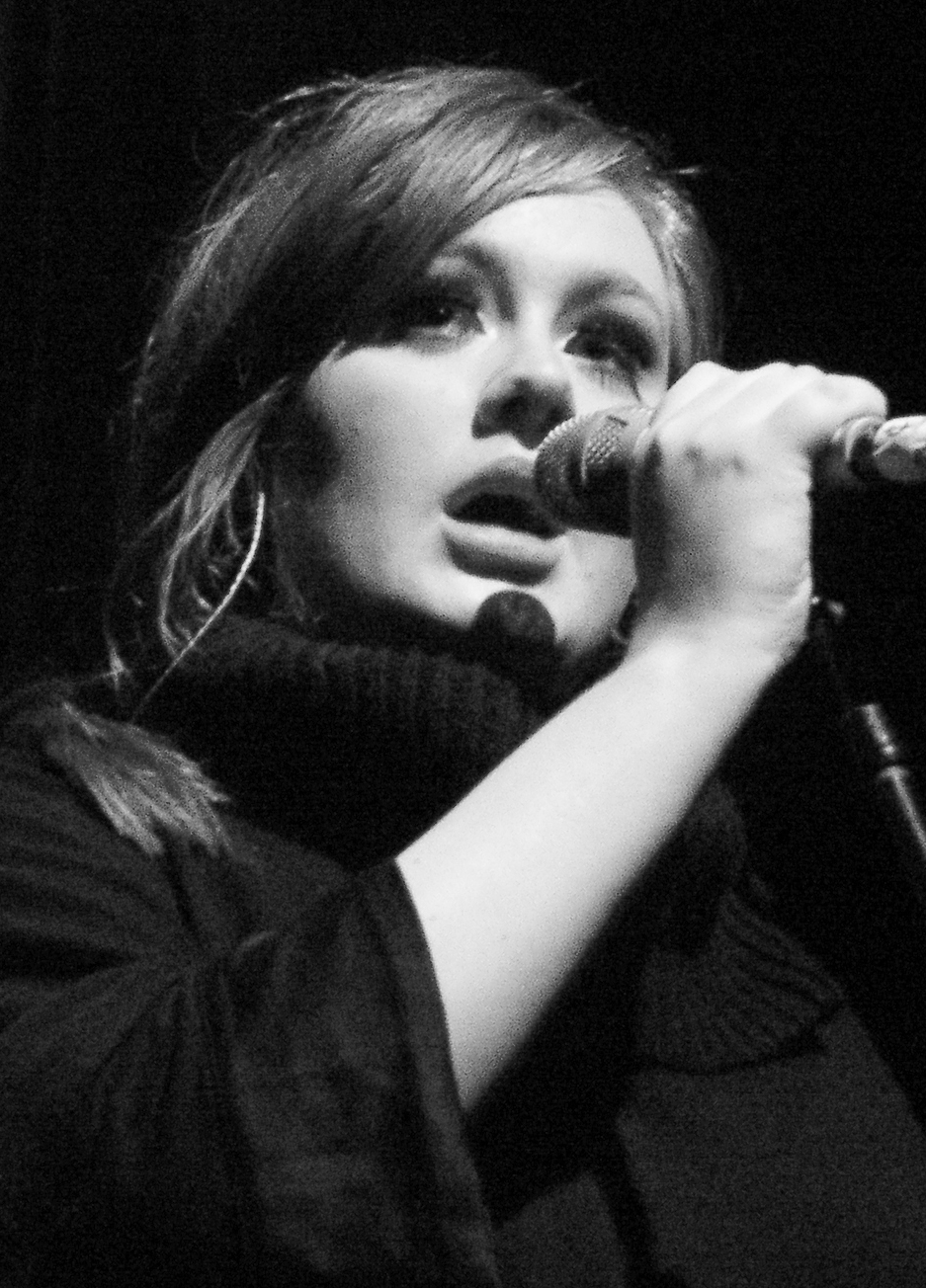
Adele koncertuje v roce 2009

Adele Laurie Blue Adkins, MBE (* 5. května 1988 Londýn, Spojené království) je anglická zpěvačka a skladatelka známá jen jako Adele. Po ukončení studia na BRIT School v roce 2006 podepsala smlouvu s vydavatelstvím XL Recordings. V roce 2008 převzala cenu BRIT Awards v kategorii Cena kritiků, která je udílená umělcům, kteří v té době ještě nevydali album. Její debutové album, 19, bylo vydáno v roce 2008 a dostalo se na první místo prodejního žebříčku ve Spojeném království. Album bylo certifikováno 8× platinovým ve Spojeném království a 3× platinovým v USA. Adele obdržela cenu BRIT Awards za vycházející hvězdu a cenu Grammy za nejlepšího nového umělce.
Její druhé album, 21, bylo vydáno v roce 2011. Stalo se nejprodávanějším albem 21. století s prodejem přes 31 milionů kopií. Bylo certifikováno 18× platinovým ve Spojeném království (nejvyšší od sólového umělce všech dob) a diamantovým v USA. Magazín Billboard jej označil za nejlepší album všech dob, přičemž bylo album na vrcholu žebříčku Billboard 200 po dobu 24 měsíců (nejdéle pro ženskou umělkyni všech dob). Celosvětové vydání proběhlo 19. ledna 2011. Stala se první ženskou umělkyní v historii Billboard Hot 100, jejíž tři singly byly současně v top 10 v tomto žebříčku –⁠ „Rolling in the Deep“, „Someone Like You“ a „Set Fire to the Rain“. V roce 2012 přednesla svoji píseň „Skyfall“, za kterou obdržela Zlatý glóbus a Oscara. Alba její diskografie se na prvním místě nejprodávanějších desek udržely nejdéle v historii. Překonala tak Rolling Stones i Madonnu.
Po tříleté odmlce se v roce 2015 vrátila s novým, již třetím studiovým albem 25, které ji ihned dostalo zpět na vrchol hudebního průmyslu. Píseň „Hello“ okamžitě obsadila první místa hudebních žebříčků a na YouTube dosáhla za pouhé 3 měsíce 1 miliardu zhlédnutí. Videoklip ke skladbě také drží rekord v největším počtu zhlédnutí na YouTube v prvních 24 hodinách od zveřejnění – 27,7 milionů. Později přibyl i rekord za nejrychlejší dosažení 1 miliardy zhlédnutí, a to za 87 dní od zveřejnění.

## Kariéra

### Album19(2008–2010)
V říjnu 2007 vydala svůj první singl „Hometown Glory“. Umístil se na 19. příčce britského žebříčku UK Singles Chart. Byl vedoucím singlem jejího debutového alba 19, které bylo pojmenované po věku Adele, když ho začala nahrávat. Album bylo vydáno 28. ledna 2008 u společnosti XL Recordings, kde získala smlouvu v červnu 2006. Vcelku nevýrazný první singl následovala píseň „Chasing Pavements“, která se umístila na 2. místě ve Spojeném království a na 21. příčce v USA. Na domácí půdě uspěly i singly „Cold Shoulder“ a „Make You Feel My Love“. Album debutovalo na 1. příčce žebříčku UK Albums Chart. V USA původně na 54. příčce, ale po úspěchu alba 21 se vyšplhalo až na 4. příčku. Ve Spojeném království se ho prodalo 2 miliony kusů, stejný počet i v USA, celosvětově poté 10 milionů. Toto album ji vyneslo jednu cenu z BRIT Awards a dvě ceny Grammy.

### Album21(2011–2014)
Své druhé studiové album začala nahrávat v květnu 2009, a proto zvolila název 21. Vydání alba předcházel singl „Rolling in the Deep“, který obsadil 2. příčku v UK a 1. příčku v USA, Belgii, Kanadě, Německu, Itálii, Finsku nebo i v Jižní Koreji. V USA se stal 6× platinový, stejně tak v Kanadě, v UK jen zlatý.
Album bylo vydáno v lednu 2011 a obsadilo celou řadu prvních míst světových žebříčků (minimálně 26), například v UK, USA, Česku, Kanadě, Mexiku, Austrálii atd. Stalo se 16× platinovým ve Spojeném království, 12× platinovým v Irsku, 15× platinovým v Austrálii, diamantovým v Kanadě či 11× platinovým v USA. Tj. 4,8 milionů prodaných kusů v UK, 11 milionů v USA, celosvětově poté na 30 milionů. Z alba se staly úspěšnými ještě singly „Someone Like You“, který konečně dosáhl i na první místo v britském žebříčku, a „Set Fire to the Rain“, oba v USA obsadily první místo a staly se multi-platinovými. Poslední singl „Rumour Has It“ již takový úspěch nezopakoval. Úspěch alba znamenal i zisk mnoha ocenění, například dvě ceny z Brit Awards nebo 6 cen Grammy. Také pro Adele znamenal překonání mnoha hudebních rekordů.
Společně se skladatelem Paulem Epworthem v roce 2012 složila a nazpívala eponymní titulní skladbu k 23. filmové bondovce Skyfall, která byla vydána 5. října téhož roku. Tato píseň získala v roce 2013 Oscara za Nejlepší původní píseň, Zlatý glóbus za nejlepší filmovou píseň a z BRIT Awards si odnesla vítězství v kategorii Nejlepší britský singl roku. V prosinci 2013 byla v Buckinghamském paláci oceněna Řádem britského impéria za přínos hudbě.

### Album25–Adele Tour 2016/2017(2015–2017)
Od srpna 2015 začala nahrávací společnost XL propagovat třetí studiové album Adele. V říjnu byl zveřejněn název alba 25 a bylo stanoveno datum vydání na 20. listopadu 2015. V říjnu byl také vydán první singl „Hello“. Ten se umístil na prvních příčkách mnoha mezinárodních žebříčků. K písni byl okamžitě vydán i videoklip, který na YouTube během prvního dne zhlédlo 27,7 milionů uživatelů, čímž zlomil rekord. Za pouhý jeden měsíc videoklip zhlédlo 452 milionů uživatelů. „Hello“ za 87 dní zhlédla 1 miliarda lidí, čímž byl pokořen světový rekord. Ve Spojeném království se písně prodalo 330 000 kusů během prvního týdne prodeje a tím se stal nejprodávanějším singlem za poslední tři roky. Na začátku listopadu singl debutoval v US žebříčku na první příčce a stal se prvním digitálním singlem, kterého se během prvního týdne prodalo (placeně stáhlo) přes milion kusů.
V listopadu byl natočen a na stanici BBC One odvysílán i televizní speciál Adele at the BBC, který také sloužil k propagaci alba. Pro propagaci alba dále vystoupila v americkém pořadu Saturday Night Live a vystoupila v Radio City Music Hall; tento koncert později odvysílala stanice NBC.
Album 25 debutovalo na prvních příčkách mnoha světových žebříčků. Dle odhadů společnosti Nielsen Music, založených na prodeji prvního dne, se mělo v USA prodat 2,5 milionů kusů alba za první týden, čímž by stanovilo absolutní rekord. Nahrávací společnost se na velký zájem připravila a do distribuce poslala 3,6 milionů kusů alba. Album 25 se tím mělo okamžitě stát nejprodávanějším albem roku 2015. Nakonec se v USA prodalo za pouhé tři dny prodeje 2,3 milionů kusů, a tím se stalo nejrychleji se prodávaným albem historie a nejprodávanějším albem roku 2015. Za první týden se celkově v USA prodalo 3,38 milionů kusů, čímž se stalo prvním albem historie, jehož se prodalo přes tři miliony kusů za pouhý týden. Do ledna 2016 se v USA prodalo 7,6 milionů kusů. Album se drželo na první příčce žebříčku Billboard po sedm týdnů, což se naposledy podařilo v roce 1987 Whitney Houston.
V Kanadě se první týden prodalo 306 000 kusů, čímž byl zlomen kanadský rekord Céline Dion z roku 1997. V domácím Spojeném království se alba prodalo 800 000 kusů během prvního týdne, a tím byl zlomen historický rekord nejrychleji se prodávaného alba. Za čtyři týdny prodeje se prodaly 2 miliony kusů. Celkový prodej v lednu 2016 činil 2,5 milionů kusů. Do ledna se celosvětově prodalo přes 15 milionů kusů alba.
Od února do listopadu 2016 se Adele vydala na koncertní šňůru po Británii, Evropě a Severní Americe. V Evropě proběhlo celkem 52 koncertů a v Americe 58. Na jaře 2017 Adele odzpívala 11 koncertů v Austrálii a na Novém Zélandu. Celkem její světové turné čítá 123 koncertů. Závěrem velkolepého turné byly koncerty v prestižní londýnské aréně Wembley, ze kterých bylo natočeno DVD.

### Album30(2018–současnost)
V roce 2018 začala Adele pracovat na novém albu. V únoru 2020 oznámila, že nové album vyjde v září 2020. Vydání se však zpozdilo kvůli pandemii covidu-19. První singl z nového alba, píseň „Easy on Me“, vyšel 15. října 2021, celé nové album 30 pak 19. listopadu 2021. V roce 2024 uskutečnila koncertní šňůru v německém Mnichově pod názvem Adele in München.

## Soukromý život
První vztah prožila s bisexuálem, který ji inspiroval k hudebním textům.
V lednu 2012 bylo oznámeno, že Adele udržuje partnerský vztah s ředitelem charitativní organizace Drop4Drop Simonem Koneckim. V červnu zpěvačka sdělila, že s přítelem čekají narození potomka a 19. října téhož roku porodila syna Angelo Jamese. Konecki již má dceru z bývalého manželství.
V roce 2008 koupila byt v londýnském Notting Hillu. V prosinci 2011 se s partnerem přestěhovala do desetihektarového sídla s deseti ložnicemi v anglickém hrabství Západní Sussex.
V dubnu 2019 oznámila, že se s manželem rozešla, ale že budou nadále společně vychovávat syna. V září pak Adele podala žádost o rozvod.

## Diskografie

### Alba

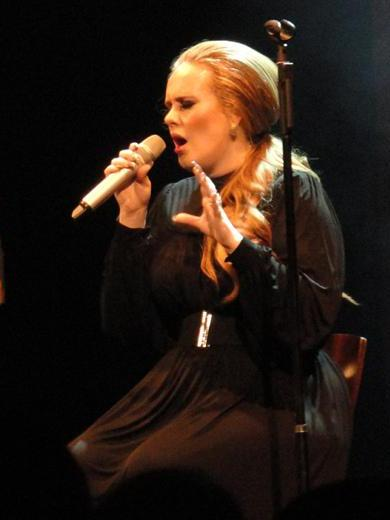
Adele koncertuje v Seattlu, 12. srpna 2011

| Rok  | Album                                               | Umístění | Umístění | Umístění | Umístění | Umístění | Umístění |
| Rok  | Album                                               | UK       | IRL      | NL       | NĚM      | FRA      | ČR       |
| ---- | --------------------------------------------------- | -------- | -------- | -------- | -------- | -------- | -------- |
| 2008 | 19 - 1. studiové album - Vydáno: 25. ledna 2008     | 1        | 3        | 4        | 15       | 35       | 10       |
| 2011 | 21 - 2. studiové album - Vydáno: 19. ledna 2011     | 1        | 1        | 1        | 1        | 3        | 1        |
| 2015 | 25 - 3. studiové album - Vydáno: 20. listopadu 2015 | 1        | 1        | 1        | 1        | 1        | 1        |
| 2021 | 30 - 4. studiové album - Vydáno: 19. listopadu 2021 | 1        | 1        | 1        | 1        | 1        | 2        |

### Singly
- „Hometown Glory“ (2007)
- „Chasing Pavements“ (2008)
- „Cold Shoulder“ (2008)
- „Make You Feel My Love“ (2008)

- „Rolling in the Deep“ (2011)
- „Someone Like You“ (2011)
- „Set Fire To The Rain“ (2011)
- „Turning Tables“ (2011)
- „Skyfall“ (2012)
- „Hello“ (2015)
- „When We Were Young“ (2015)
- „Send My Love (To Your New Lover)“ (2015)
- „Easy On Me“ (2021)
- „Oh My God“ (2021)

## Turné
- An Evening with Adele (2008–09)
- Adele Live (2011)
- Adele Live 2016 (2016)
- Adele in München (2024)